# Hans-Christoph Rublack
Hans-Christoph Rublack (* 14. Mai 1932 in Niesky (Oberlausitz); † 26. Februar 2006 in Neu-Anspach) war ein deutscher Historiker und Professor für Neuere Geschichte an der Universität Tübingen.

## Leben und Wirken
Hans-Christoph Rublack studierte Geschichtswissenschaft, Anglistik und Romanistik an den Universitäten Freiburg/Br., Bonn, Tübingen und am New College London und war dann als Gymnasiallehrer am Humboldt-Gymnasium in Konstanz tätig. 1966 wurde er bei Ernst-Walter Zeeden wissenschaftlicher Assistent am Institut für Neuere Geschichte der Universität Tübingen. 1971 wurde er promoviert und er habilitierte sich hier 1977. Von 1980 bis zu seinem Ruhestand im Jahre 1994 war er an dieser Universität Professor für Neuere Geschichte. Im Wintersemester 1990/91 lehrte er als Gastprofessor an der University of Arizona (Tucson). Sein Hauptforschungsgebiet war die Reformationsgeschichte.
Seine Tochter ist die Historikerin Ulinka Rublack.

## Schriften (Auswahl)
- Die Einführung der Reformation in Konstanz. Von den Anfängen bis zum Abschluß 1531, Gütersloher Verlagshaus Mohn, Gütersloh 1971 (= Quellen und Forschungen zur Reformationsgeschichte, Band 40), ISBN 3-579-04320-X (zugleich: Dissertation Tübingen).
- Gescheiterte Reformation. Frühreformatorische und protestantische Bewegungen in süd- und westdeutschen geistlichen Residenzen, Klett-Cotta, Stuttgart 1978 (= Spätmittelalter und frühe Neuzeit, Band 4), ISBN 3-12-911560-9.
- (zusammen mit Dieter Demandt): Stadt und Kirche in Kitzingen. Darstellung und Quellen zu Spätmittelalter und Reformation, Klett-Cotta, Stuttgart 1978 (= Spätmittelalter und frühe Neuzeit, Band 10), ISBN 3-12-911590-0.
- Eine bürgerliche Reformation. Nördlingen, Gütersloher Verlagshaus Mohn, Gütersloh 1982 (= Quellen und Forschungen zur Reformationsgeschichte, Band 51), ISBN 3-579-01677-6.
- (zusammen mit Peter Blickle und Winfried Schulze): Religion, politics, and social protest. 3 studies on early modern Germany, Allen & Unwin 1984, ISBN 0-04-940077-0.
- … hat die Nonne den Pfarrer geküßt? Aus dem Alltag der Reformationszeit, Gütersloher Verlagshaus Mohn, Gütersloh 1991 (= Gütersloher Taschenbücher Siebenstern, Band 1113), ISBN 3-579-01113-8.

Als Herausgeber:
- (zusammen mit Helmuth Krabbe): Akten zur Esslinger Reformationsgeschichte, Stadtarchiv, Esslingen 1981 (= Esslinger Studien, Band 5).
- Die lutherische Konfessionalisierung in Deutschland. Wissenschaftliches Symposion des Vereins für Reformationsgeschichte 1988, Gütersloher Verlagshaus Mohn, Gütersloh 1992 (= Schriften des Vereins für Reformationsgeschichte, Band 197), ISBN 3-579-01665-2.

Aufsätze:
- Die Außenpolitik der Reichsstadt Konstanz während der Reformationszeit. In: Bernd Moeller (Hrsg.): Der Konstanzer Reformator Ambrosius Blarer 1492–1564. Gedenkschrift zu seinem 400. Todestag, Thorbecke, Konstanz 1964, S. 56–80.
- Zwei neuaufgefundene Stücke zum Blarer-Briefwechsel. In: Blätter für württembergische Kirchengeschichte, Jg. 66/67 (1966/1967), S. 27–34.
- Der Bauernkrieg in den vorder- und oberösterreichischen Ländern und in der Stadt Würzburg. In: Bernd Moeller (Hrsg.): Bauernkriegsstudien, Mohn, Gütersloh 1975, S. 47–68.
- (zusammen mit Heinz Scheible): Matthäus Alber als Reformator Reutlingens. Die neugefundene Beschreibung seines Lebens. In: Reutlinger Geschichtsblätter, N.F., Jg. 14 (1976), S. 44–69.
- Die Stadt Würzburg im Bauernkrieg. In: Archiv für Reformationsgeschichte, Band 67 (1976), S. 76–100.
- Konfession als demographischer Faktor? In: Horst Rabe (Hrsg.): Festgabe für Ernst Walter Zeeden zum 60. Geburtstag am 14. Mai 1976, Aschendorff, Münster 1976 (= Reformationsgeschichtliche Studien und Texte. Supplement, Band 2), S. 62–96, ISBN 3-402-03759-9.
- Forschungsbericht Stadt und Reformation. In: Bernd Moeller (Hrsg.): Stadt und Kirche im 16. Jahrhundert, Gütersloher Verlagshaus Mohn, Gütersloh 1978 (= Schriften des Vereins für Reformationsgeschichte, Band 100), S. 9–26, ISBN 3-579-04334-X.
- Politische Situation und reformatorische Politik in der Frühphase der Reformation in Konstanz. In: Josef Nolte (Hrsg.): Kontinuität und Umbruch. Theologie und Frömmigkeit in Flugschriften und Kleinliteratur an der Wende vom 15. zum 16. Jahrhundert, Klett-Cotta, Stuttgart 1978 (= Spätmittelalter und frühe Neuzeit, Band 2), S. 316–334, ISBN 3-12-911510-2.
- Reformatorische Bewegungen in Würzburg und Bamberg. In: Bernd Moeller (Hrsg.): Stadt und Kirche im 16. Jahrhundert, Gütersloher Verlagshaus Mohn, Gütersloh 1978 (= Schriften des Vereins für Reformationsgeschichte, Band 100), S. 109–124, ISBN 3-579-04334-X.
- Probleme der Sozialtopographie der Stadt im Mittelalter und in der frühen Neuzeit. In: Wilfried Ehbrecht (Hrsg.): Voraussetzungen und Methoden geschichtlicher Städteforschung, Böhlau, Köln 1979 (= Städteforschung, Reihe A, Band 7), S. 177–193, ISBN 3-412-02879-7.
- Zur Sozialstruktur der protestantischen Minderheit in der geistlichen Residenz Bamberg am Ende des 16. Jahrhunderts. In: Wolfgang J. Mommsen (Hrsg.): Stadtbürgertum und Adel in der Reformation. Studien zur Sozialgeschichte der Reformation in England und Deutschland, Klett-Cotta, Stuttgart 1979 (= Veröffentlichungen des Deutschen Historischen Instituts London, Band 5), S. 130–148, ISBN 3-12-911890-X.
- Gravamina und Reformation. In: Ingrid Bátori (Hrsg.): Städtische Gesellschaft und Reformation, Klett-Cotta, Stuttgart 1980 (= Spätmittelalter und frühe Neuzeit, Band 12), S. 292–313, ISBN 3-12-911650-8.
- Nördlingen zwischen Kaiser und Reformation. In: Archiv für Reformationsgeschichte, Jg. 71 (1980), S. 113–130.
- Reformatorische Bewegung und städtische Kirchenpolitik in Esslingen. In: Ingrid Bátori (Hrsg.): Städtische Gesellschaft und Reformation, Klett-Cotta, Stuttgart 1980 (= Spätmittelalter und frühe Neuzeit, Band 12), S. 191–220, ISBN 3-12-911650-8.
- Von der Stadtbaukunst zur Stadt der neuen Gesellschaft. Städtebau in Deutschland in den ersten drei Jahrzehnten des 20. Jahrhunderts. In: Franz Quarthal (Hrsg.): Stadtverfassung, Verfassungsstaat, Pressepolitik. Festschrift für Eberhard Naujoks zum 65. Geburtstag, Thorbecke, Sigmaringen 1980, S. 169–187.
- Esslingen, die Reformation und das Interim. In: Esslinger Studien, Band 20 (1981), S. 73–90.
- Grundwerte in der Reichsstadt im Spätmittelalter und in der Frühen Neuzeit. In: Horst Brunner (Hrsg.): Literatur in der Stadt. Bedingungen und Beispiele städtischer Literatur des 15. bis 17. Jahrhunderts, Kümmerle, Göppingen 1982 (= Göppinger Arbeiten zur Germanistik, Band 343), S. 9–36.
- Das „Lied“ des Nördlingers Contz Anahans, April 1525. In: Speculum Sueviae, Band 2 (1982), S. 58–74.
- Die Reformation in Vorderösterreich und Konstanz. In: Gerhard Römer (Hrsg.): Luther und die Reformation am Oberrhein, Badische Landesbibliothek, Karlsruhe 1983, S. 103–127, ISBN 3-88705-010-X.
- Martin Luther und die städtische soziale Erfahrung. In: Volker Press (Hrsg.): Martin Luther. Probleme seiner Zeit. [Ernst Walter Zeeden zum 14. Mai 1986], Klett-Cotta, Stuttgart 1986 (= Spätmittelalter und frühe Neuzeit, Band 16), S. 88–123, ISBN 3-608-91431-5.
- Augsburger Predigt im Zeitalter der lutherischen Orthodoxie. In: Rudolf Dellsperger (Hrsg.): Die Augsburger Kirchenordnung von 1537 und ihr Umfeld, Gütersloher Verlagshaus Mohn, Gütersloh 1988 (= Schriften des Vereins für Reformationsgeschichte, Band 196), S. 123–158, ISBN 3-579-01662-8.
- „Der Wohlgeplagte Priester“. Vom Selbstverständnis lutherischer Geistlichkeit im Zeitalter der Orthodoxie. In: Zeitschrift für historische Forschung, Jg. 16 (1989), S. 1–30.
- Zur Rezeption von Luthers De votis monasticis iudicium. In: Rainer Postel (Hrsg.): Reformation und Revolution. Beiträge zum politischen Wandel und den sozialen Kräften am Beginn der Neuzeit. Festschrift für Rainer Wohlfeil zum 60. Geburtstag, Steiner, Stuttgart 1989, S. 224–237, ISBN 3-515-05164-3.
- Reformation und Moderne. Soziologische, theologische und historische Ansichten. In: Hans R. Guggisberg (Hrsg.): Die Reformation in Deutschland und Europa. Interpretationen und Debatten, Gütersloher Verlagshaus Mohn, Gütersloh 1993, S. 17–38, ISBN 3-579-01712-8.
- Success and failure of the Reformation. In: Andrew C. Fix (Hrsg.): Germania illustrata. Essays on early modern Germany presented to Gerald Strauss, Sixteenth Century Journal Publisher, Kirksville, Mo. 1992 (= Sixteenth Century Essays and Studies, Band 18), S. 141–166, ISBN 0-940474-19-0.
- Anticlericalism in German reformation pamphlets. In: Peter A. Dykema (Hrsg.): Anticlericalism in late medieval and early modern Europe, Brill, Leiden 1993 (= Studies in medieval and reformation thought, Band 51), S. 461–489, ISBN  90-04-09518-7.
- Lutherische Beichte und Sozialdisziplinierung. In: Archiv für Reformationsgeschichte, Band 84 (1993), S. 127–155.
- Lutherische, oberdeutsche und schweizerische Reformationen in Südwestdeutschland. In: Rolf-Dieter Kluge (Hrsg.): Ein Leben zwischen Laibach und Tübingen. Primus Truber und seine Zeit. Intentionen, Verlauf und Folgen der Reformation in Württemberg und Innerösterreich, Sagner, München 1995 (= Sagners Slavistische Sammlung, Band 24), S. 46–55, ISBN 3-87690-620-2.
- New Patterns of Christian Life. In: Thomas A. Brady (Hrsg.): Handbook of European History, Band 2, Brill, Leiden 1995, S. 585–606, ISBN 90-04-09761-9.
- Gewalt und Toleranz im Zeitalter der Konfessionalisierung. In: Michael Erbe (Hrsg.): Querdenken. Dissens und Toleranz im Wandel der Geschichte. Festschrift zum 65. Geburtstag von Hans R. Guggisberg, J und J Verlag, Mannheim 1996, S. 319–333, ISBN 3-920671-23-6.
- Luthertum und Aberglaube. Die Theologische Abhandlung des Aberglaubens des Georg Christoph Zimmermann. In: Ronnie Po-chia Hsia (Hrsg.): Problems in the historical anthropology of early modern Europe, Harrassowitz, Wiesbaden 1997 (= Wolfenbütteler Forschungen, Band 78), S. 93–109.
- Frömmigkeit in Büchenbach. Ein Dorf und seine Pfarrer vom 16. bis 18. Jahrhundert. In: Gudrun Litz (Hrsg.): Frömmigkeit – Theologie – Frömmigkeitstheologie. Contributions to European church history. Festschrift für Berndt Hamm zum 60. Geburtstag, Brill, Leiden 2005 (= Studies in the history of Christian traditions, Band 124), S. 655–663, ISBN 90-04-14335-1.

## Festschriften
- Monika Hagenmaier, Sabine Holtz (Hrsg.): Krisenbewußtsein und Krisenbewältigung in der frühen Neuzeit. Festschrift für Hans-Christoph Rublack, Lang, Frankfurt am Main 1992, ISBN 3-631-43535-5 (mit Bibliographie).
- Norbert Haag (Hrsg.): Ländliche Frömmigkeit. Konfessionskulturen und Lebenswelten 1500–1850. [Hans-Christoph Rublack zum 70. Geburtstag], Thorbecke, Stuttgart 2002, ISBN 3-7995-0126-6.
- Thomas Max Safley (Hrsg.): Ad historiam humanam. Aufsätze für Hans-Christoph Rublack, Bibliotheca-Academica-Verlag, Epfendorf 2005, ISBN 3-928471-65-1.